# LaVilla
LaVilla est un quartier de Downtown Jacksonville, en Floride.

## Sites d'intérêt
- Federal Reserve Bank of Atlanta Jacksonville Branch
- Monorail de Jacksonville
- Prime F. Osborn III Convention Center (Jacksonville Terminal Building)
- Ritz Theatre & Museum
- Sally Corporation quartier général